# Unione Sportiva Livorno 1966-1967
Questa pagina raccoglie le informazioni riguardanti l'Unione Sportiva Livorno nelle competizioni ufficiali della stagione 1966-1967.

## Stagione
Nella stagione 1966-1967 il Livorno disputa il campionato di Serie B, il presidente Arno Ardisson è pronto a farsi da parte, per questa sua ultima stagione viene affiancato dall'ex presidente Ricciotti Paggini, che rientra in gioco dopo quasi vent'anni, sono le sue garanzie economiche che aiuteranno la società labronica a voltare pagina. La guida tecnica viene riaffidata al piemontese Carletto Parola. Rientra dalla Sampdoria Rossano Giampaglia, viene definitivamente lanciato il prodotto locale Paolo Garzelli, si affaccia alla prima squadra Giuseppe Papadopulo ed arriva a Livorno l'attaccante Bruno Santon che, a parte questa annata un po' in sordina, aprirà un ciclo in terra labronica. La squadra parte bene in campionato, poi un calo che si materializza con un paio di sconfitte all'Ardenza. Parola rassegna le dimissioni, ma il suo sostituto Serafino Montanari ha ancora meno fortuna. La dirigenza richiama Carlo Parola che ridà serenità all'ambiente e riesce ad ottenere una salvezza al cardiopalma. Ne fa le spese il Savona, battuto all'Ardenza e poi sconfitto dal Catania a tre minuti dalla fine del campionato. Stavolta la fortuna è amica dal Livorno che per un solo punticino ottiene la salvezza.

## Rosa
| N. |                   | Ruolo | Calciatore          |
| -- | ----------------- | ----- | ------------------- |
|    | Italia (bandiera) | C     | Claudio Azzali      |
|    | Italia (bandiera) | D     | Costanzo Balleri    |
|    | Italia (bandiera) | D     | Alessandro Baron    |
|    | Italia (bandiera) | P     | Renato Bellinelli   |
|    | Italia (bandiera) | D     | Enrico Cairoli      |
|    | Italia (bandiera) | D     | Gianni Caleffi      |
|    | Italia (bandiera) | A     | Albino Cella        |
|    | Italia (bandiera) | A     | Carlo Di Cristofaro |
|    | Italia (bandiera) | C     | Paolo Garzelli      |
|    | Italia (bandiera) | C     | Rossano Giampaglia  |
|    | Italia (bandiera) | D     | Severino Josio      |

| N. |                   | Ruolo | Calciatore          |
| -- | ----------------- | ----- | ------------------- |
|    | Italia (bandiera) | D     | Mauro Lessi         |
|    | Italia (bandiera) | C     | Paolo Lombardo      |
|    | Italia (bandiera) | A     | Luigi Mascalaito    |
|    | Italia (bandiera) | A     | Corrado Nastasio    |
|    | Italia (bandiera) | P     | Natale Nobili       |
|    | Italia (bandiera) | D     | Giuseppe Papadopulo |
|    | Italia (bandiera) | P     | Franco Pezzullo     |
|    | Italia (bandiera) | C     | Piero Ribechini     |
|    | Italia (bandiera) | A     | Bruno Santon        |
|    | Italia (bandiera) | D     | Gaetano Vergazzola  |

## Risultati

### Serie B

#### Girone di andata
| Padova 11 settembre 1966 1ª giornata | Padova              | 0 – 0 | Livorno | Stadio Silvio Appiani\| Arbitro: \| Schinetti (Brescia) \| |
| Arbitro:                             | Schinetti (Brescia) |       |         |                                                            |

| Arbitro: | Varazzani (Parma) |

|          |           |  |
| Cella 1’ | Marcatori |  |

| Arbitro: | Pieroni (Roma) |

|               |           |                |
| Benvenuto 30’ | Marcatori | 34’ Giampaglia |

| Arbitro: | Genel (Trieste) |

|                                     |           |  |
| Gonfiantini 20’ (aut.) Nastasio 85’ | Marcatori |  |

| Palermo 9 ottobre 1966 5ª giornata | Palermo        | 0 – 0 | Livorno | Stadio La Favorita\| Arbitro: \| Vitullo (Roma) \| |
| Arbitro:                           | Vitullo (Roma) |       |         |                                                    |

| Arbitro: | Canova (Bologna) |

|             |           |  |
| Rigotto 70’ | Marcatori |  |

| Arbitro: | Gussoni (Tradate) |

|               |           |                            |
| Ribechini 62’ | Marcatori | 39’, 87’ Baisi 75’ Fanello |

| Arbitro: | Barbaresco (Cormons) |

|                                                         |           |         |
| Mascalaito 12’ Garzelli 35’ Tonani 47’ (aut.) Cella 72’ | Marcatori | 86’ Bui |

| Arbitro: | Fiduccia (Marsala) |

|                                |           |                          |
| Damiano 17’ Merighi 68’ (rig.) | Marcatori | 16’, 74’ (rig.) Lombardo |

| Arbitro: | Lattanzi (Roma) |

|              |           |  |
| Garzelli 62’ | Marcatori |  |

| Arbitro: | Bigi (Padova) |

|                                      |           |  |
| Francesconi 53’ Rigato 68’ Salvi 88’ | Marcatori |  |

| Arbitro: | Orlando (Bergamo) |

|                     |           |                       |
| Lombardo 87’ (rig.) | Marcatori | 28’ Fogar 36’ Corradi |

| Arbitro: | Possagno (Treviso) |

|              |           |  |
| Anastasi 40’ | Marcatori |  |

| Livorno 18 dicembre 1966 14ª giornata | Livorno            | 0 – 0 | Novara | Stadio Comunale\| Arbitro: \| Fiduccia (Marsala) \| |
| Arbitro:                              | Fiduccia (Marsala) |       |        |                                                     |

| Arbitro: | Palazzo (Palermo) |

|  |           |              |
|  | Marcatori | 86’ Nastasio |

| Arbitro: | Caligaris (Alessandria) |

|                                         |           |              |
| Pesce 10’ (rig.) Piccioni 59’ Villa 86’ | Marcatori | 51’ Lombardo |

| Arbitro: | Pieroni (Roma) |

|             |           |            |
| Cairoli 50’ | Marcatori | 1’ Piaceri |

| Salerno 15 gennaio 1967 18ª giornata | Salernitana      | 0 – 0 | Livorno | Stadio Comunale\| Arbitro: \| Torelli (Milano) \| |
| Arbitro:                             | Torelli (Milano) |       |         |                                                   |

| Livorno 22 gennaio 1967 19ª giornata | Livorno           | 0 – 0 | Verona | Stadio Comunale\| Arbitro: \| Orlando (Bergamo) \| |
| Arbitro:                             | Orlando (Bergamo) |       |        |                                                    |

#### Girone di ritorno
| Arbitro: | Picasso (Chiavari) |

|                |           |  |
| Mascalaito 52’ | Marcatori |  |

| Arbitro: | Canova (Bologna) |

|            |           |  |
| Caocci 66’ | Marcatori |  |

| Arbitro: | Torelli (Milano) |

|                   |           |             |
| Garzelli 47’, 55’ | Marcatori | 54’ Zanetti |

| Arbitro: | D'Agostini (Roma) |

|           |           |  |
| Galli 35’ | Marcatori |  |

| Arbitro: | Caligaris (Alessandria) |

|                              |           |                  |
| Caleffi 35’ Villa 58’ (aut.) | Marcatori | 74’ Gagliardelli |

| Arbitro: | Trono (Torino) |

|                         |           |             |
| Nastasio 32’ Santon 57’ | Marcatori | 35’ Rigotto |

| Arbitro: | Acernese (Roma) |

|                     |           |                |
| Bella 15’ Baisi 87’ | Marcatori | 47’ Mascalaito |

| Arbitro: | Nencioni (Roma) |

|            |           |              |
| Vitali 45’ | Marcatori | 44’ Nastasio |

| Livorno 9 aprile 1967 28ª giornata | Livorno       | 0 – 0 | Modena | Stadio Comunale\| Arbitro: \| Leita (Udine) \| |
| Arbitro:                           | Leita (Udine) |       |        |                                                |

| Arbitro: | Fiduccia (Marsala) |

|                           |           |  |
| Lojacono 7’ Gualtieri 75’ | Marcatori |  |

| Arbitro: | Toselli (Cormons) |

|  |           |           |
|  | Marcatori | 47’ Salvi |

| Arbitro: | Vitullo (Roma) |

|                          |           |  |
| Corradi 33’ Mazzanti 35’ | Marcatori |  |

| Livorno 7 maggio 1967 32ª giornata | Livorno          | 0 – 0 | Varese | Stadio Comunale\| Arbitro: \| Bernardis (Roma) \| |
| Arbitro:                           | Bernardis (Roma) |       |        |                                                   |

| Arbitro: | Francescon (Padova) |

|                                 |           |            |
| Bramati 51’, 55’ Mascheroni 63’ | Marcatori | 23’ Santon |

| Arbitro: | Varazzani (Parma) |

|            |           |  |
| Santon 34’ | Marcatori |  |

| Arbitro: | Torelli (Milano) |

|                                      |           |           |
| Caleffi 30’, 78’ Mascalaito 71’, 73’ | Marcatori | 79’ Villa |

| Arbitro: | Carminati (Milano) |

|                    |           |  |
| Carrera 59’ (rig.) | Marcatori |  |

| Arbitro: | Genel (Trieste) |

|             |           |  |
| Caleffi 28’ | Marcatori |  |

| Arbitro: | Sbardella (Roma) |

|                                 |           |  |
| Savoia 2’ Sega 57’ Scaratti 89’ | Marcatori |  |

### Coppa Italia
| Livorno 4 settembre 1966 1º Turno di Qualificazione | Livorno           | 0 – 0 (d.t.s.) Vince Lanerossi Vicenza per sorteggio. | Lanerossi Vicenza | Stadio Comunale\| Arbitro: \| D'Agostini (Roma) \| |
| Arbitro:                                            | D'Agostini (Roma) |                                                       |                   |                                                    |

## Statistiche

### Statistiche di squadra
| Competizione | Punti | In casa | In casa | In casa | In casa | In casa | In casa | In trasferta | In trasferta | In trasferta | In trasferta | In trasferta | In trasferta | Totale | Totale | Totale | Totale | Totale | Totale | DR |
| Competizione | Punti | G       | V       | N       | P       | Gf      | Gs      | G            | V            | N            | P            | Gf           | Gs           | G      | V      | N      | P      | Gf     | Gs     | DR |
| ------------ | ----- | ------- | ------- | ------- | ------- | ------- | ------- | ------------ | ------------ | ------------ | ------------ | ------------ | ------------ | ------ | ------ | ------ | ------ | ------ | ------ | -- |
| Serie B      | 35    | 19      | 11      | 5       | 3       | 24      | 12      | 19           | 1            | 6            | 12           | 8            | 27           | 38     | 12     | 11     | 15     | 32     | 39     | -7 |
| Coppa Italia |       | 1       | 0       | 1       | 0       | 0       | 0       | -            | -            | -            | -            | -            | -            | 1      | 0      | 1      | 0      | 0      | 0      | 0  |
| Totale       |       | 20      | 11      | 6       | 3       | 24      | 12      | 19           | 1            | 6            | 12           | 8            | 27           | 39     | 12     | 12     | 15     | 32     | 39     | -7 |

### Statistiche dei giocatori
| Giocatore        | Serie B  | Serie B | Coppa Italia | Coppa Italia | Totale   | Totale |
| Giocatore        | Presenze | Reti    | Presenze     | Reti         | Presenze | Reti   |
| ---------------- | -------- | ------- | ------------ | ------------ | -------- | ------ |
| C. Azzali        | 29       | 0       | 1            | 0            | 30       | 0      |
| C. Balleri       | 23       | 0       | -            | -            | 23       | 0      |
| A. Baron         | 2        | 0       | -            | -            | 2        | 0      |
| R. Bellinelli    | 31       | -30     | 1            | 0            | 32       | -30    |
| E. Cairoli       | 31       | 1       | 1            | 0            | 32       | 1      |
| G. Caleffi       | 31       | 4       | 1            | 0            | 32       | 4      |
| A. Cella         | 9        | 2       | 1            | 0            | 10       | 2      |
| C. Di Cristofaro | 13       | 0       | 1            | 0            | 14       | 0      |
| P. Garzelli      | 35       | 4       | -            | -            | 35       | 4      |
| R. Giampaglia    | 13       | 1       | -            | -            | 13       | 1      |
| S. Josio         | 24       | 0       | -            | -            | 24       | 0      |
| M. Lessi         | 30       | 0       | 1            | 0            | 31       | 0      |
| P. Lombardo      | 31       | 4       | 1            | 0            | 32       | 4      |
| L. Mascalaito    | 33       | 5       | 1            | 0            | 34       | 5      |
| C. Nastasio      | 19       | 4       | -            | -            | 19       | 4      |
| N. Nobili        | 1        | -3      | -            | -            | 1        | -3     |
| G. Papadopulo    | 2        | 0       | -            | -            | 2        | 0      |
| F. Pezzullo      | 6        | -6      | -            | -            | 6        | -6     |
| P. Ribechini     | 22       | 3       | -            | -            | 22       | 3      |
| B. Santon        | 14       | 3       | 1            | 0            | 15       | 3      |
| G. Vergazzola    | 19       | 0       | 1            | 0            | 20       | 0      |